# مجید عبدالحسینی
مجید عبدالحسینی (زاده ۱۰ شهریور ۱۳۵۱ - قم) کاراته‌کای اهل کشور ایران است.
وی قهرمان کاراته آسیا و تنها دارنده مدال طلای تیم ملی کاراته ایران در مسابقه ستارگان کاراته جهان (سال ۱۹۹۷ ایتالیا)، کاپیتان و سرمربی اسبق تیم‌ ملی کاراته چین و سرمربی حال حاضر تیم ملی کاراته امید ایران است.
مجید عبدالحسینی در مدت حضور خود در تیم ملی کاراته ایران توانست ۲ مدال طلا، ۳ مدال نقره و ۳ مدال برنز از رقابت‌های قهرمانی آسیا و ۸ مدال طلا، ۴ مدال نقره و ۵ مدال برنز از رقابت‌های معتبر جهانی در آلبوم افتخارات قهرمانی ملی خود ثبت کند.
وی با کسب ۸ مدال طلا، نقره و برنز در مسابقات قهرمانی کاراته آسیا در ویترین قهرمانی ملی خود یکی از مدال آورترین کاراته کاهای تاریخ تیم ملی کاراته ایران در مسابقات قهرمانی آسیا می‌باشد.
وی در مهر ماه ۱۴۰۰ نمایندگی سبک شوتوکان جهانی SKAI را از ژاپن به ایران آورد و هم‌اکنون رئیس سبک شوتوکان جهانی SKAI ایران می‌باشد.
عبدالحسینی در مسابقات قهرمانی کاراته آسیا که در کشور فیلیپین در سال ۲۰۲۴ برگزار شد، به عنوان سرمربی تیم ملی امید پسران ایران با ۶ بازیکن و کسب ۴ مدال طلا و ۱ مدال برنز توانست تیم ملی امید ایران را قهرمان آسیا کند، همچنین با این رکورد تاریخی بهترین عملکرد را در بین مربیان حاضر در مسابقات قهرمانی کاراته رده های پایه قاره آسیا در سال ۲۰۲۴ داشت.

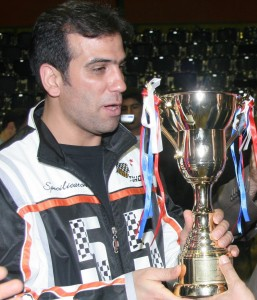
مجید عبدالحسینی

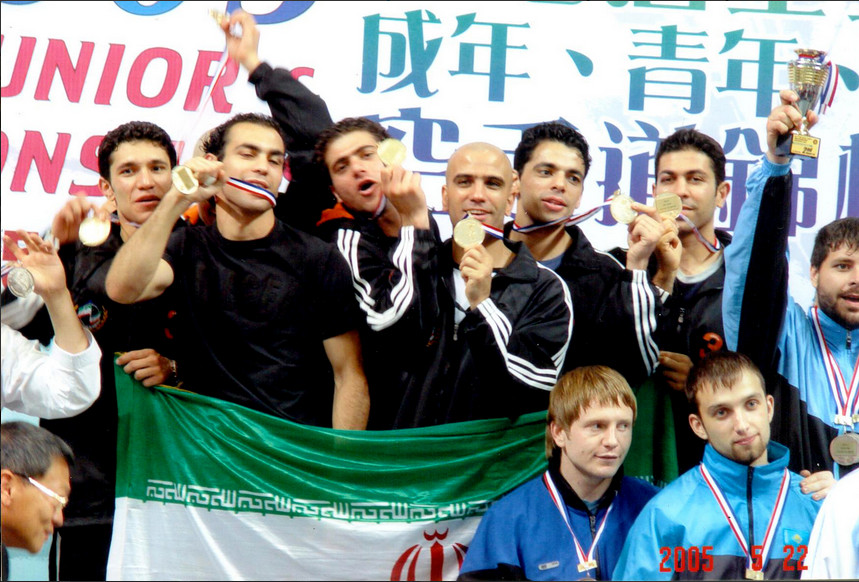
مجید عبدالحسینی

مجید عبدالحسینی تا سن ۳۵ سالگی عضو تیم ملی کاراته ایران بود. وی تنها بازیکنی بوده که در تمامی ادوار تیم‌های ملی کاراته ایران در بالاترین سن در تیم ملی کاراته ایران به عنوان بازیکن عضویت داشته‌است.
عبدالحسینی سابقه ۵ دوره حضور در مسابقات قهرمانی کاراته جهان به سال‌های ۱۹۹۶ سان سیتی آفریقای جنوبی، ۱۹۹۸ ریودژانیرو برزیل، ۲۰۰۰ مونیخ آلمان، ۲۰۰۲ مادرید اسپانیا و ۲۰۰۴ مکزیک را در کارنامه دارد وی دارای افتخارات متعدد بین‌المللی می‌باشد.
مجید عبدالحسینی کاراته را در اوایل دهه ۶۰ در باشگاه کاراته انقلاب قم نزد استاد غلامرضا دباغیان فرا گرفت. مجید عبدالحسینی مدرک تحصیلی کارشناسی ارشد در رشته تربیت بدنی گرایش علوم ورزشی را دارا می‌باشد.

## سال‌های حضور در تیمهای ملی کاراته ایران
از سال ۱۹۹۰ تا ۲۰۰۶ میلادی
وی در سال ۱۳۸۵ (۲۰۰۶ میلادی) پس از مسابقات قهرمانی آسیایی ماکائو و پیش از مسابقات جهانی فنلاند با توجه به استعفای مربی خود غلامرضا دباغیان از سرمربیگری تیم ملی کاراته ایران به همراه قهرمانانی همچون مهدی عموزاده و علیرضا کتیرایی برای همیشه از دنیای قهرمانی و تیم ملی کاراته ایران به عنوان بازیکن خداحافظی کرد.
مجید عبدالحسینی، مهدی جعفری، سعید آشتیان، مهدی عموزاده و علیرضا کتیرایی از ورزشکاران پر مدال دهه ۷۰ و اواسط دهه ۸۰ ورزش کشور و از پر افتخارترین ورزشکاران تاریخ استان قم به حساب می‌آیند.
عبدالحسینی در مدت حضور خود در تیم ملی عضو همیشگیِ تیم ملی کاراته در مسابقات کومیته تیمی بود، و در کومیته انفرادی نیز اغلب در اوزان منفیِ شصت، منفیِ شصت و پنج و منفیِ هفتاد کیلوگرم برای میهنِ عزیزمان افتخار آفرید. به دلیلِ شجاعت و مدیریت لحظات حساسِ مبارزه که از خصوصیات بارزِ مجید عبدالحسینی بود، اغلب در مسابقاتِ کومیته تیمی، از وی به عنوان نفرِ آخر و تعیین‌کننده نتیجه نهاییِ تیم استفاده می‌کردند، وی در طول دوران بازیکنی خود هیچ‌گاه به همراه تیم ملی در مقابل حریفان خود در مبارزات تیمی شکست نخورده‌است که این رکورد را نیز در تاریخ تیم ملی کاراته ایران به نام خود ثبت کرده‌است. مبارزات این قهرمان به ویژه در زمانی که از حریف عقب می‌افتاد بسیار دیدنی و هیجان انگیز بود. او در این لحظات سراسر حمله و تهاجم بود و شکست را برنمی‌تابید و می‌باید پیروز از میدان خارج می‌شد. این قهرمانِ چپ دست کاراته ایران در مبارزاتش از مجموعه متنوعی از تکنیکها بهره می‌برد و به هیچ وجه خود را محدود به چند تکنیک خاص نمی‌کرد، همین امر باعث زیباییِ هر چه بیشترِ مبارزاتش و حضور مداومش تا سن ۳۵ سالگی در تیم ملی بود.

## دوران مربیگری
سرمربی تیم ملی کاراته امید ایران ۱۴۰۳ (مسابقات قهرمانی کاراته آسیا در کشور فیلیپین و کسب عنوان قهرمانی آسیا با کسب ۴‌ مدال طلا و ۱ مدال برنز از ۶ فرصت کسب‌ مدال)
سرمربی تیم ملی کاراته کشور چین تا المپیک ۲۰۲۰ توکیو ژاپن
سرمربی تیم ملی کاراته کشور چین ۱۳۹۵ (مسابقات قهرمانی کاراته جهان در کشور اتریش)
مقام سومی مسابقات شرق آسیا - سرمربی تیم ملی کاراته کشور چین ۱۳۹۵ (کسب اولین سکوی آسیایی تاریخ تیم ملی کاراته چین)
مقام قهرمانی سوپر لیگ کاراته مربی تیم کاراته دانشگاه آزاد اسلامی در سوپر لیگ کاراته ایران (جام خلیج همیشه فارس ۱۳۹۴)
مقام نایب قهرمانی سوپر لیگ کاراته مربی تیم کاراته دانشگاه آزاد اسلامی در سوپر لیگ کاراته ایران (جام خلیج همیشه فارس ۱۳۹۳–۱۳۹۴)
مربی تیم ملی نوجوانان-جوانان و زیر ۲۱ سال کاراته ایران در مسابقات جهانی اندونزی ۱۳۹۴
مربی تیم کاراته دانشگاه آزاد اسلامی و کسب عنوان قهرمانی جام باشگاه‌های کاراته آسیا در ازبکستان ۱۳۹۴
مربی تیم کاراته دانشگاه آزاد اسلامی و کسب عنوان نایب قهرمانی در مسابقات بین‌المللی جام الاهلی امارات ۱۳۹۳
قهرمانی تیم ملی کاراته ایران در مسابقات قهرمانی آسیا مالزی ۱۳۹۳(سرمربی تیم ملی زیر ۲۱ سال کاراته ایران)
نایب قهرمانی تیم ملی کاراته ایران در مسابقات بین‌المللی کاراته تایلند ۱۳۹۳ (سرمربی تیم ملی کاراته ایران)
نایب قهرمانی تیم ملی کاراته ایران در مسابقات کاراته غرب آسیا عربستان ۱۳۹۳ (سرمربی تیم ملی کاراته ایران)
قهرمانی تیم ملی کاراته امید ایران در مسابقات بین‌المللی ارومیه ۱۳۹۳ (سرمربی تیم ملی کاراته ایران)
مربی تیم کاراته دانشگاه آزاد اسلامی و کسب عنوان نایب قهرمانی جام باشگاه‌های کاراته آسیا در کشور کویت ۱۳۹۲
مشاور تیم ملی کاراته ایران در مسابقات قهرمانی آسیا کشور امارات ۱۳۹۲
سرمربی تیم ملی امید کاراته ایران سال ۱۳۹۰
مربی تیم ملی جوانان کاراته ایران در مسابقات آسیایی مالزی و مسابقات جهانی ترکیه ۱۳۸۶ و ۱۳۸۷
مربی تیم ملی کاراته بزرگسالان ایران ۱۳۸۸
مربی و آنالیزر تیم ملی کاراته بزرگسالان ایران در مسابقات قهرمانی جهان صربستان سال (۱۳۸۹)
سرمربی تیم کاراته الشباب کویت سال (۱۳۸۷)
مربی تیم کاراته دانشگاه آزاد اسلامی در جام باشگاه‌های کاراته جهان (در کشور ترکیه ۱۳۹۰)
چندین دوره مربی تیم کاراته دانشگاه آزاد اسلامی در سوپر لیگ کاراته ایران و تورنمنت‌های بین‌المللی
مربی تیم کاراته دانشگاه آزاد اسلامی در سوپر لیگ کاراته ایران (جام خلیج همیشه فارس ۱۳۸۹)مقام نایب قهرمانی سوپر لیگ کاراته ایران
مربی تیم کاراته دانشگاه آزاد اسلامی در سوپر لیگ کاراته ایران (جام خلیج همیشه فارس ۱۳۹۰)مقام نایب قهرمانی سوپر لیگ کاراته ایران
مقام قهرمانی سوپر لیگ کاراته مربی تیم کاراته دانشگاه آزاد اسلامی در سوپر لیگ کاراته ایران (جام خلیج همیشه فارس ۱۳۹۱–۱۳۹۲)
مقام قهرمانی سوپر لیگ کاراته مربی تیم کاراته دانشگاه آزاد اسلامی در سوپر لیگ کاراته ایران (جام خلیج همیشه فارس ۱۳۹۲–۱۳۹۳)
مقام قهرمانی سوپر لیگ کاراته ایران تیم کاراته شهرداری جعفریه قم (مقام قهرمانی در لیگ برتر کاراته ایران)
سرمربی تیم کاراته استقلال تهران در سوپر لیگ کاراته ایران (جام خلیج همیشه فارس ۱۳۸۸)
مربی تیم کاراته دانشگاه آزاد در مسابقات بین‌المللی در کشور روسیه ۱۳۸۸ (تیم ایران قهرمان مسابقات شد)
(مقام دوم مسابقات جهانی ترکیه- مربی تیم ملی کاراته جوانان ۱۳۸۶)
(مقام اول مسابقات کاپ جهانی ترکیه- مربی و آنالیزر تیم ملی کاراته بزرگسالان ایران ۱۳۸۹)
مربی تیم ملی کاراته جوانان ایران (مقام اول مسابقات قهرمانی آسیا ۱۳۸۷)
مربی تیم ملی کاراته جوانان ایران (مقام اول مسابقات کاپ جهانی ترکیه ۱۳۸۷)